# 煎蕊
煎蕊（闽南语：chian-luí；/ˈtʃɛndɒl/），又譯煎律（闽南语：chian-lu̍t）、晶露（印尼語的d音是捲舌音）、珍多冰，是印度尼西亚爪哇和马来西亚地区的传统冰凍甜点，流行于马来西亚、新加坡和泰国。
珍多冰最基础的配料是在刨冰上加入綠色粉條（或作粉糕，印尼傳統珍多冰之粉條乃用糯米粉所製成，並以斑兰叶等食用色素染色，而且多使用紅綠兩色），再淋椰汁或椰浆，最后撒上棕櫚糖（椰糖）即成，紅豆、玉米、糯米和仙草可作为选择的辅料。
珍多冰已经成东南亚（印尼、馬來西亞、汶萊、柬埔寨、東帝汶、越南、泰國、新加坡及緬甸）各民族美食的精髓，也是街边小贩、小贩中心和室内美食中心售卖率很高的食品。在新加坡，给珍多冰添加了更多的西方元素，提供多种不同口味的珍多冰，最常见的有珍多冰加香草冰激淋以及珍多冰淋上切粒的菠蘿蜜、紅豆沙或榴槤。在越南菜中，有一种相近的甜品称之为越南三色冰（chè ba màu 或 chè thập cẩm）。

## 參看
- ABC冰
- Es campur（英语：Es campur）
- Es doger（英语：Es doger）
- Es teler（英语：Es teler）
- 哈囉哈囉
- 宇治金時
- 米苔目

## 外部連結
- Cendol mention in Malaysia writing 1932 – malay concordance project. （页面存档备份，存于）